# Molinos de viento del Campo de Cartagena
Los molinos de viento del Campo de Cartagena son un conjunto de construcciones vernáculas diseminadas por la comarca del Campo de Cartagena (Región de Murcia, España) e ideadas principalmente para moler utilizando la energía proporcionada por la fuerza del viento. Están presentes en todos los municipios que ocupan esta llanura: Cartagena, Fuente Álamo, La Unión, Los Alcázares, Mazarrón, San Javier, San Pedro del Pinatar, Torre-Pacheco y aún en algunas pedanías de Murcia situadas al sur de la Sierra de Carrascoy, como Sucina.

## Tipología
La mayor parte de estas edificaciones fueron levantadas entre los siglos XVIII y XIX, y pese a algunas excepciones el conjunto se encuentra amenazado de ruina debido a haber quedado en desuso. Su característica principal es el empleo de la vela latina en lugar de aspas, y se distinguen cuatro tipos:
- Molinos harineros: dedicados a la molienda de harina y cereales.
- Salineros: molienda de la sal.
- Molinos arcaduces o de agua: para la extracción de agua.

## Protección y restauración
Después de un prolongado periodo de deterioro, el 4 de diciembre de 1986 fue incoado el expediente de declaración de los molinos como Bien de Interés Cultural (BIC) de España, a la que siguió la declaración directa como BIC, con la categoría de monumento, mediante la Ley 4/2007, de 16 de marzo, de Patrimonio Cultural de la Comunidad Autónoma de la Región de Murcia. A esta incoación le siguió el 26 de junio de 1998 la inclusión en la categoría cultural de la Lista Indicativa de Patrimonio de la Humanidad de la Unesco, dentro de otro conjunto denominado «Molinos de vela del Mediterráneo».
El 16 de septiembre de 2014, los molinos de viento del Campo de Cartagena fueron incluidos en la Lista roja de patrimonio en peligro de la asociación Hispania Nostra.

### Intervenciones
Como respuesta al abandono de los molinos de viento, las administraciones han acometido la restauración de algunos de los ejemplares del conjunto:
- En Cartagena ha sido el caso del molino viejo de Zabala –en 1999 y 2019–,[4] el de La Puebla, el de La Palma, el de Pozo Estrecho, y el de Alumbres.
- En Torre-Pacheco han sido restaurados el molino del Pasico –en 1991–,[5] el de Hortichuela,[6] y el del Tío Pacorro –en 1997–.[7]

## Galería

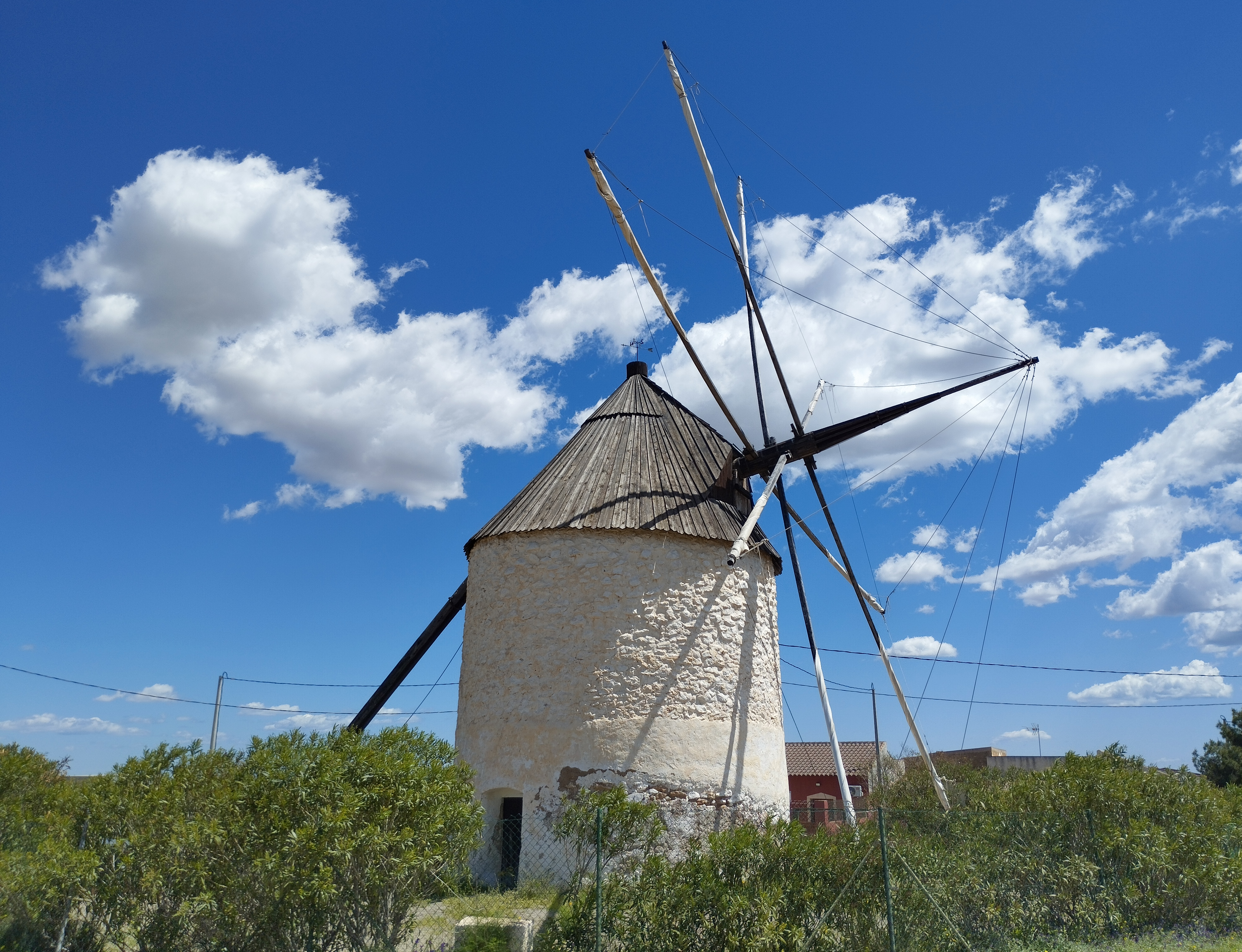
Molino viejo de Zabala, en Perín.
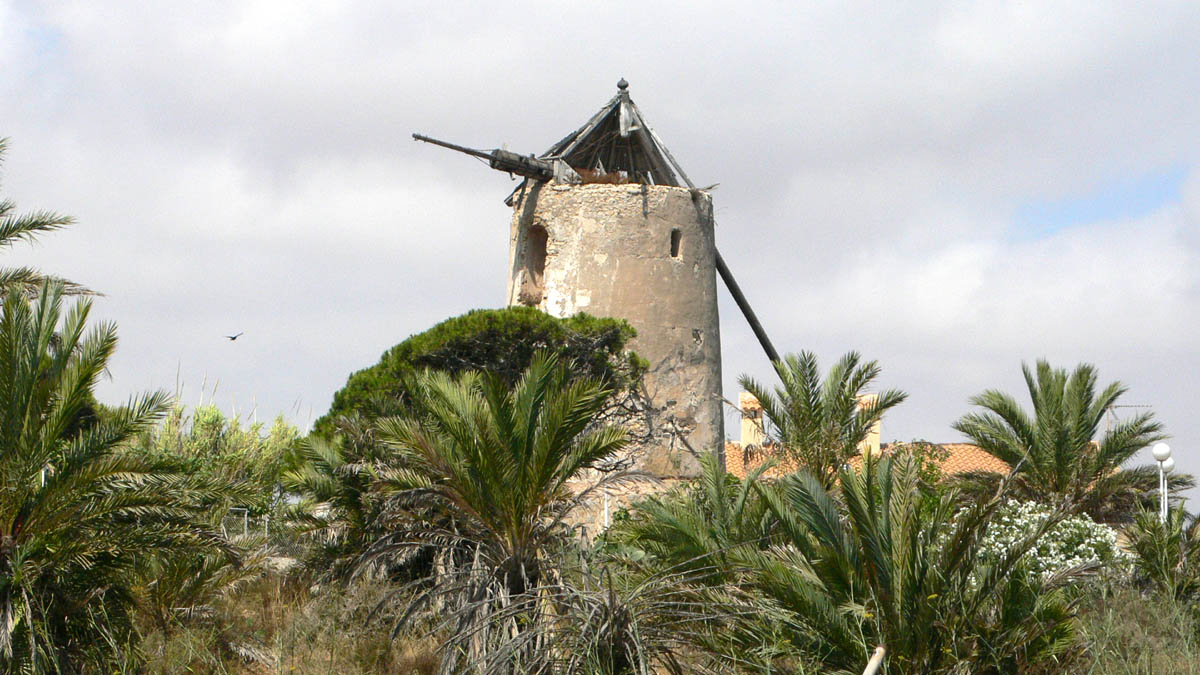
Molino ruinoso en Cabo de Palos.
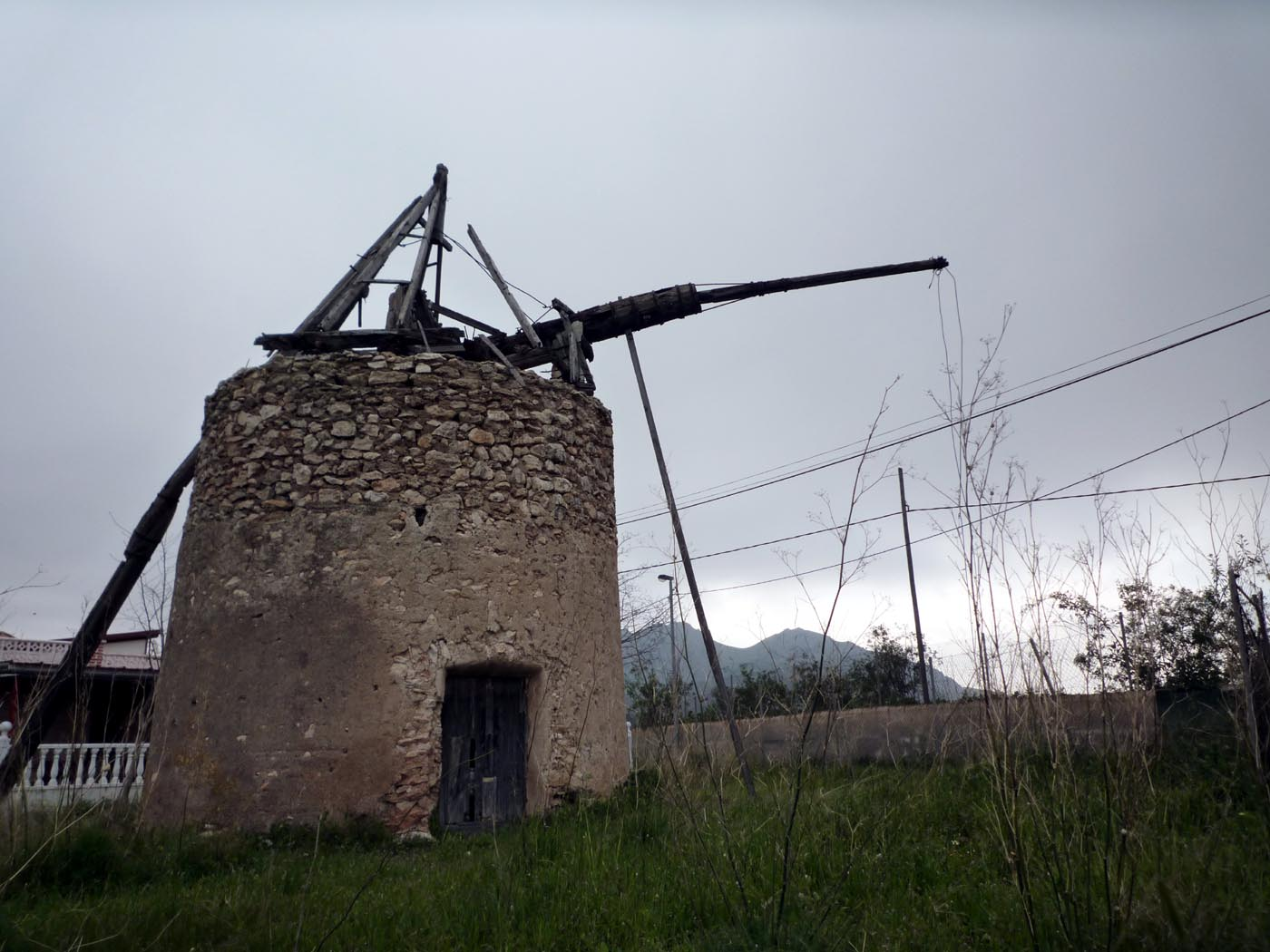
Molino ruinoso en Galifa.
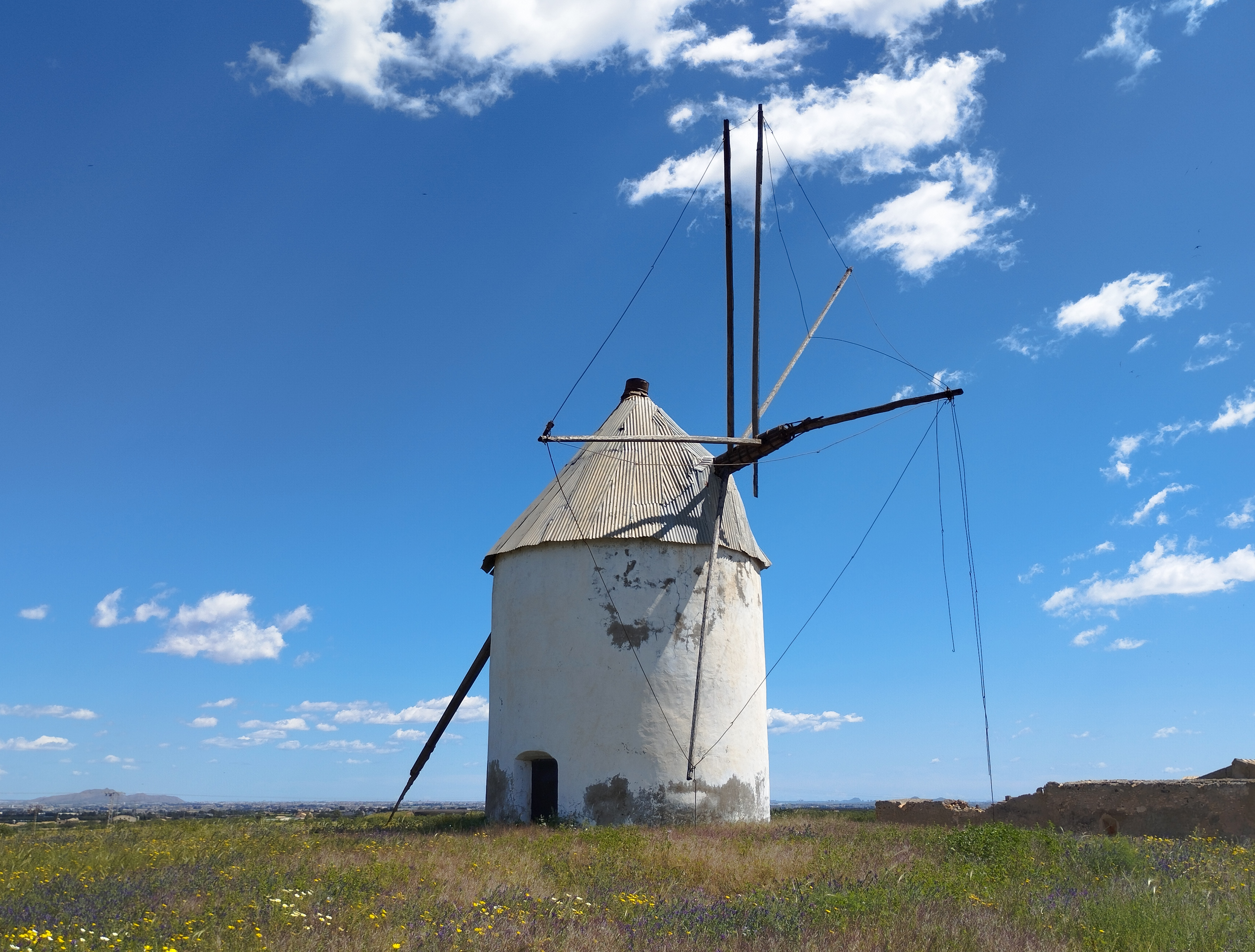
Molino de María la Jarapa, en Cuesta Blanca.
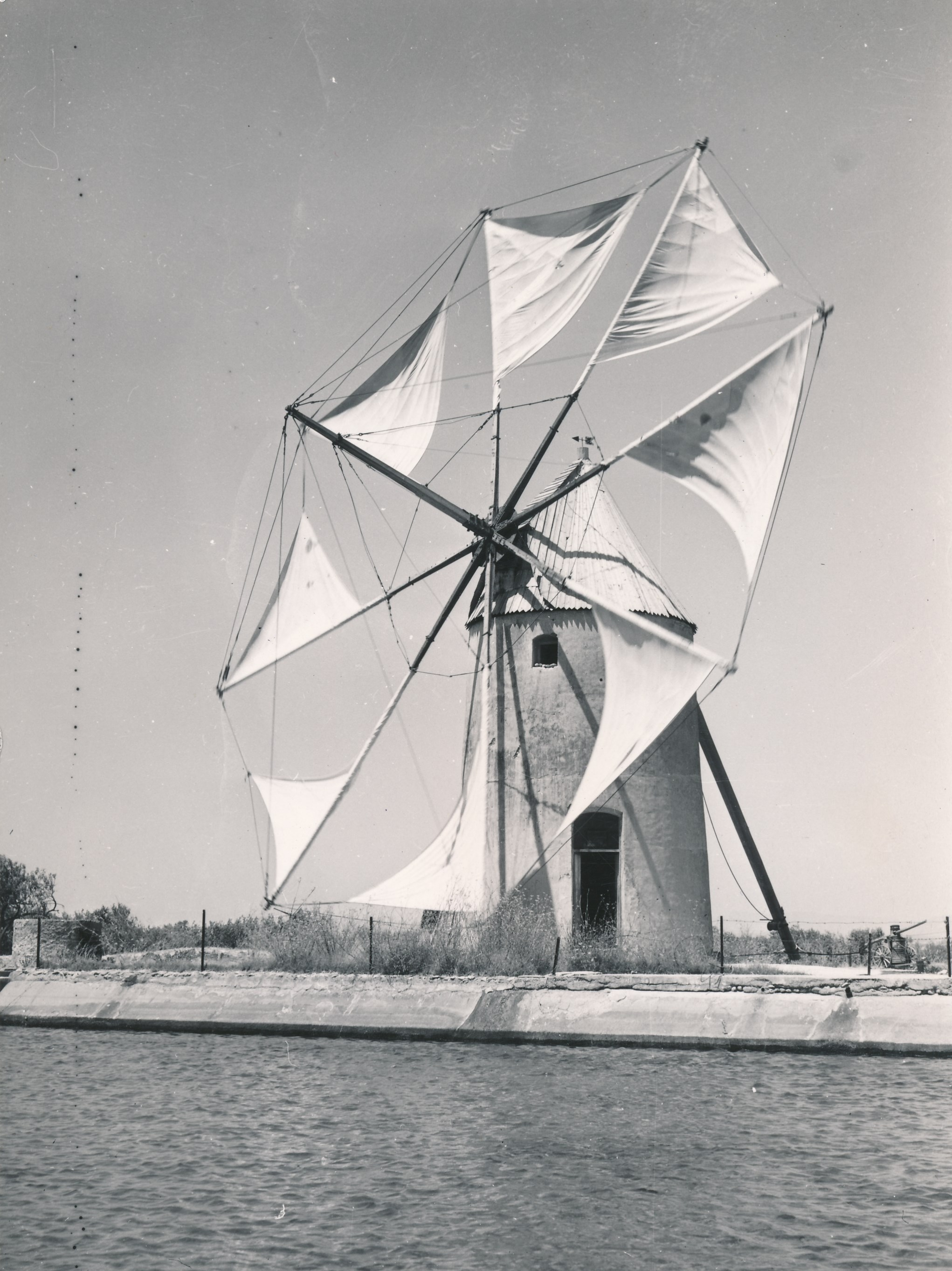
Molino en La Unión.1957
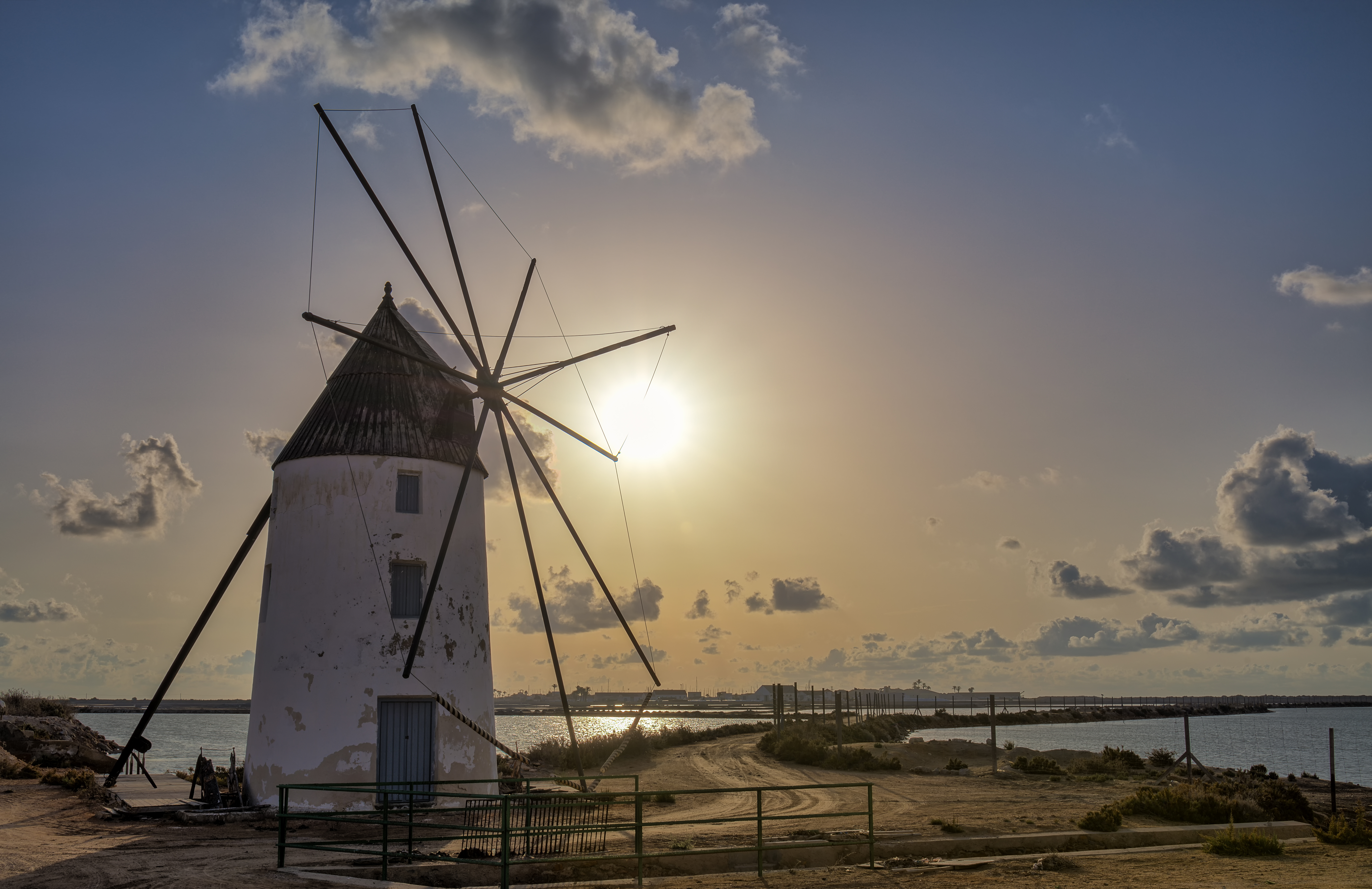
Molino en el término municipal de San Pedro del Pinatar